# Birger Rosengren
Birger Eugen "Bian" Rosengren, född 29 oktober 1917 i Norrköping, död 15 oktober 1977 i Norrköping, var en svensk fotbollsspelare, högerhalvback. Han deltog i nio landskamper, under åren 1945 till 1948, av vilka åtta resulterade i vinst och han var lagkapten i det landslag, som vann OS-guld i London 1948. 
Birger Rosengren spelade i IFK Norrköping under klubbens succéfyllda år på 1940-talet och blev svensk mästare fem gånger, 1943, 1945, 1946, 1947 och 1948.

## Meriter
- Invald 2010 i Svensk fotbolls Hall of Fame som nummer 35 vilket är inrättat av SFS/Sveriges Fotbollshistoriker & Statistiker och stöds av Svenska Fotbollförbundet.